# Sergej Volkov (schaker)

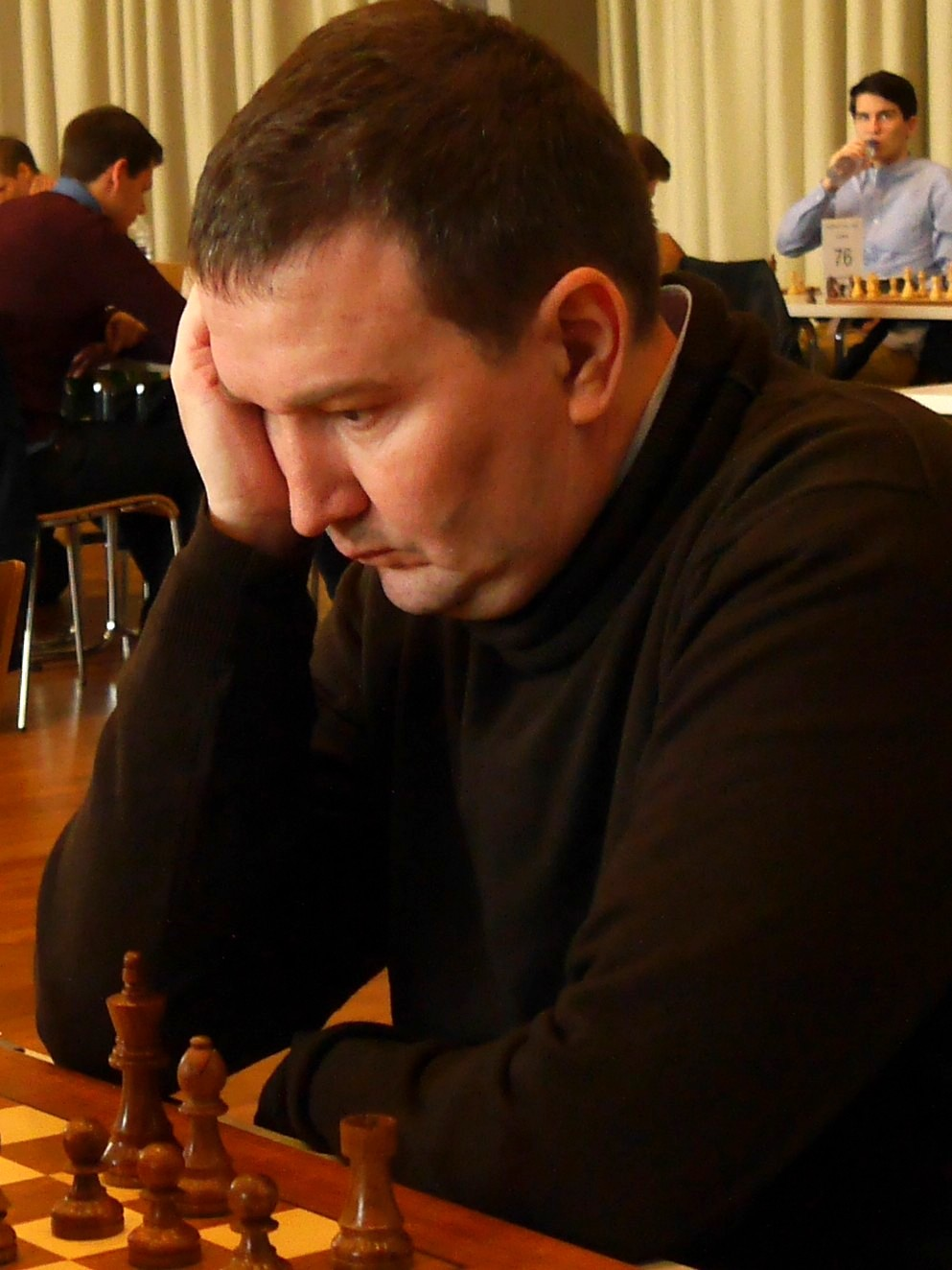
Sergej Volkov, Karlsruhe 2017

Sergej Viktorovitsj Volkov (Russisch: Сергей Викторович Волков) (Saransk, 7 februari 1974) is een Russische schaker. Hij is, sinds 1998, een grootmeester. In 2000 was hij kampioen van Rusland.

## Carrière
Volkov won het Tsjigorin Memorial in 1998 en in 1999 was hij gedeeld winnaar met Aleksandr Grisjtsjoek. Hij won het opnieuw in 2009.
In 2000 werd Volkov in Samara kampioen van Rusland. In 2002 werd hij gedeeld tweede op het Europees kampioenschap schaken in Batoemi, derde na tie-break. In 2005 werd hij gedeeld winnaar van de Rilton Cup in Stockholm, met Berg en Gleizerov. In september 2005 speelde hij mee in de semi-finale om het kampioenschap van Rusland, in Kazan, en werd met 6 punten gedeeld derde. In 2006 werd hij tweede bij het 15e Monarch Assurance-toernooi, met 7 pt. uit 9. In 2008 werd hij voor de tweede keer derde bij het Europees kampioenschap schaken.
In 2011 won Volkov met 8 pt. uit 9 de 40e Rilton Cup. Volkov werd tweede in het 15e Dubai Open in 2013.
Volkov nam deel aan het FIDE Wereldkampioenschap Schaken in 2000, 2002 en 2004, en aan de FIDE World Cup in 2007.

## Resultaten in teams
Twee keer was hij bij een belangrijk toernooi onderdeel van een Russisch team. Bij de Schaakolympiade van 1998, Volkov was toen nog Internationaal Meester (IM), speelde hij voor team Rusland 2, dat achtste werd. Hierna werd hij grootmeester. Bij het Europees Schaakkampioenschap voor landenteams in 1999, speelde hij aan bord 2 voor het eerste team, dat eindigde als vijfde.
Voor zijn toenmalige schaakclub Mikhail Chigorin in Sint-Petersburg zat hij in 2000 in het team dat als tweede eindigde bij de European Club Cup, in Neum. Voor zijn individuele prestatie hierbij ontving hij een zilveren medaille. Ook speelde hij in Frankrijk in de nationale eerste klasse.